# Jonas Paulsson
Ulf Jonas Paulsson, född 11 maj 1972 i Täby, Stockholms län, är en svensk företagare, miljöaktivist, tidigare kommunpolitiker (för Miljöpartiet), samt medgrundare av och en av de ursprungliga två partiledarna för Djurens parti.
Paulsson studerade teknisk fysik vid KTH och grundade en IT-konsultfirma. Från omkring 2008 engagerade han sig i miljöarbete och miljöaktivism i bland annat Greenpeace.  I december 2009 tog han initiativ till den rikstäckande kampanjen Köttfri måndag efter internationell förebild. 
År 2010 valdes han genom personval in i kommunfullmäktige i Täby kommun som politiker för Miljöpartiet. Under mandatperioden hoppade han dock av partiet efter interna stridigheter och valde att bli politisk vilde. 2011 tilldelades han utmärkelsen Årets miljöhjälte av Världsnaturfonden och webbplatsen Minplanet. Han har även engagerat sig i hälso- och djurrättsfrågor och är en flitig debattör i media.
Våren 2014 var han med och startade djurrättspartiet Djurens parti och fungerade som en av dess två partiledare 2014–2015.
Hösten 2014 avgick han som partiledare.